# Druccy-Lubeccy

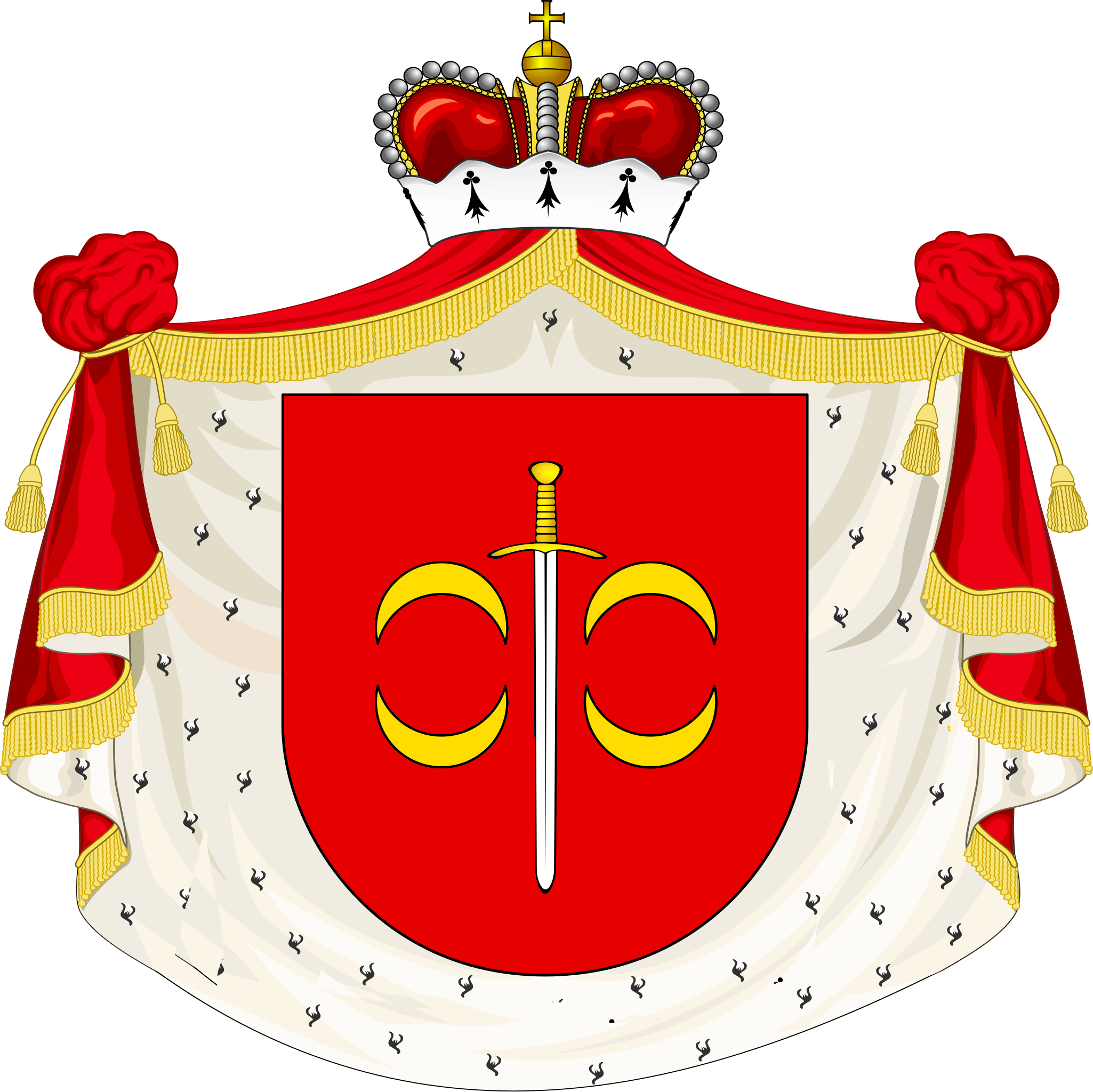
herb Druck

Druccy-Lubeccy (także tylko Lubeccy) – ród kniaziowski (książęcy) pochodzenia litewskiego, będący gałęzią kniaziów Druckich, biorący swe nazwisko od miejscowości Lubecz vel Lubczo, leżącej w powiecie łuckim i położonej niedaleko Drucka, w którym Lubeccy, podobnie jak inni kniaziowie idący od Druckich, posiadali swoje udziały.
Za protoplastę rodu można uznać kniazia Bohdana Wasilewicza, syna kniazia Wasila Hrihorowicza i wnuka kniazia Hrehorego Druckiego (najmłodszego z synów Siemiona Druckiego †po 1422 r.), który majętność Lubczo otrzymał w 1488 r. od swojej ciotki, pani Fedki Orszyny. W drugim i trzecim pokoleniu miał on już liczne potomstwo, aczkolwiek na przestrzeni dziejów rodowi dwukrotnie (na przełomie XVI i XVII w. oraz w drugiej połowie XVIII w.) groziło wygaśnięcie.
Kniaziowie Druccy-Lubeccy dziedziczyli także na Widiniczach, od których pisali się także Widinickimi vel Widenickimi.
Spośród przedstawicieli tego rodu Franciszek Ksawery Drucki Lubecki minister skarbu Królestwa Polskiego 1821–1830, dodał splendoru rodzinie, albowiem był uzdolnionym finansistą. Dzięki jego polityce zostały uzdrowione finanse Królestwa Polskiego, spłacającego długi Księstwa Warszawskiego, zrujnowanego w czasie kolejnych wojen, w szczególności przez kampanię wojenną Napoleona z roku 1812.
Jednym z majątków Druckich-Lubeckich był odebrany przez władze komunistyczne po drugiej wojnie światowej Bałtów. Druccy-Lubeccy odzyskali posiadłość, jednak nie podejmują działań konserwatorskich oraz renowacyjnych, doprowadzając stopniowo do zrujnowania jednego z najpiękniejszych polskich zabytków. Byli posiadaczami wsi Mańkowicze, leżącej obecnie w rejonie postawskim na Białorusi. 
Przedstawiciele rodu żyją obecnie głównie na emigracji.

## Członkowie rodu
- Franciszek Ksawery Drucki Lubecki – minister skarbu Królestwa Polskiego 1821–1830
- Alojzy Konstanty Drucki Lubecki – uczestnik powstania listopadowego
- Konstanty Drucki-Lubecki – pułkownik Wojska Polskiego, brał udział w wojnie 1939 r.
- Władysław Drucki Lubecki – w 1909 r. prezes Automobilklubu Polskiego
- Aleksander Drucki-Lubecki – ostatni dziedzic Bałtowa w 1944 r.
- Zofia Chomętowska

## Pałace

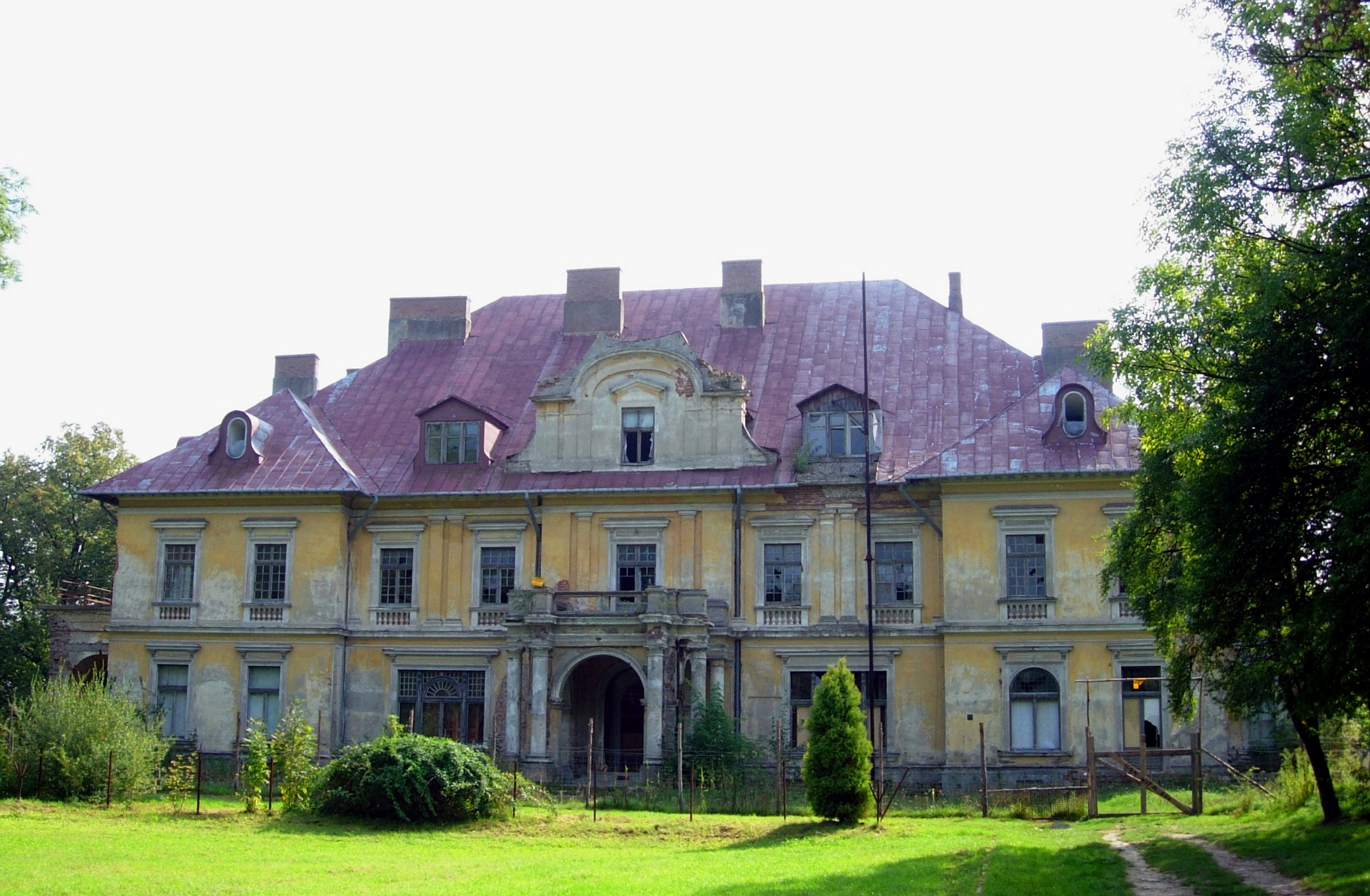
Pałac w Bałtowie
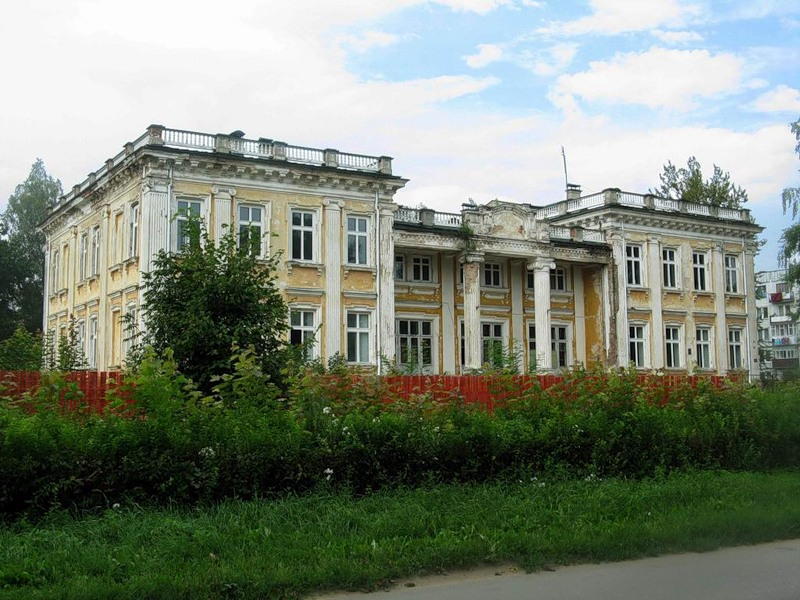
Pałac w Szczuczynie
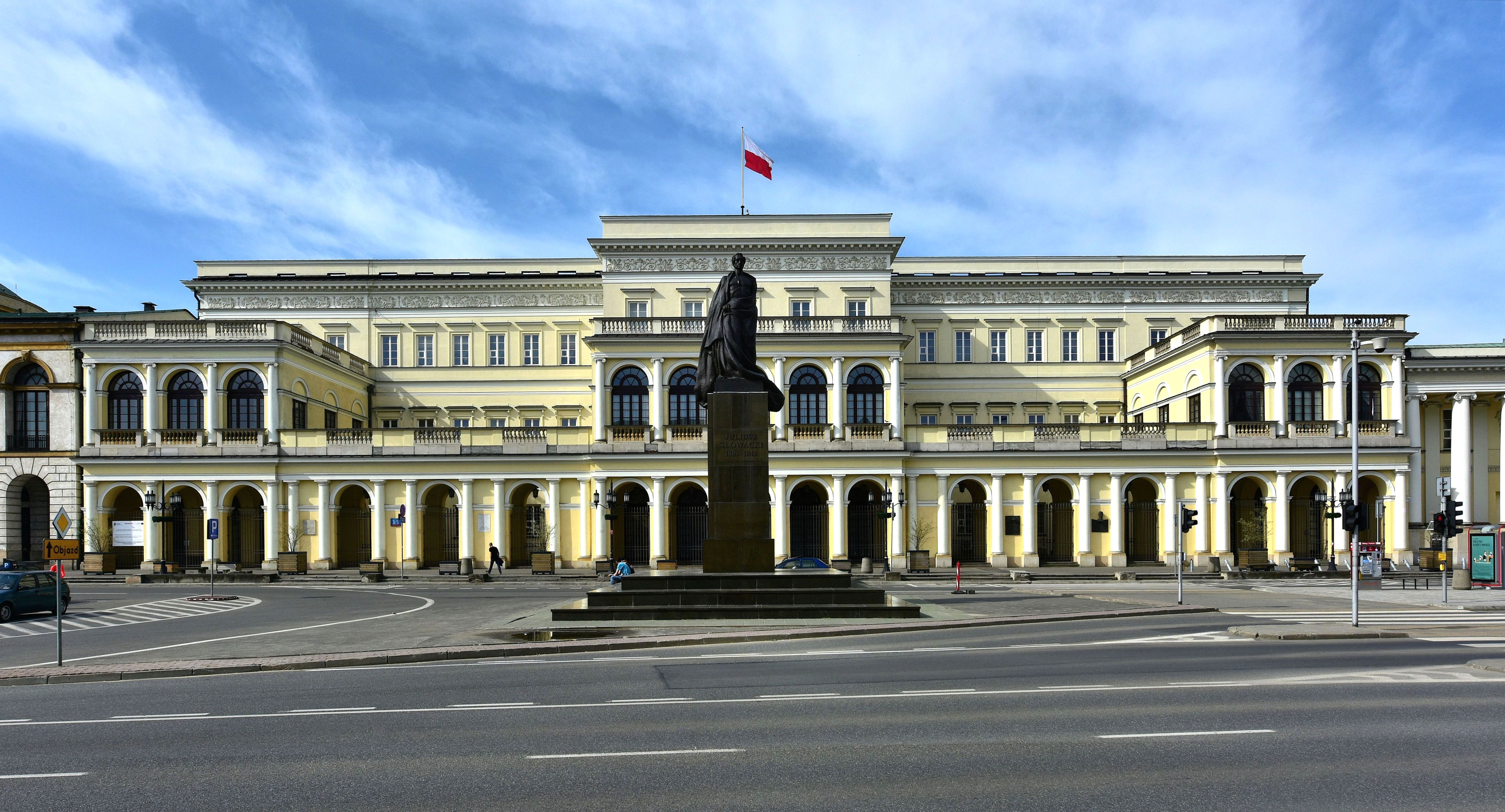
Pałac Ministra Skarbu w Warszawie przebudowany z pałacu Ogińskich
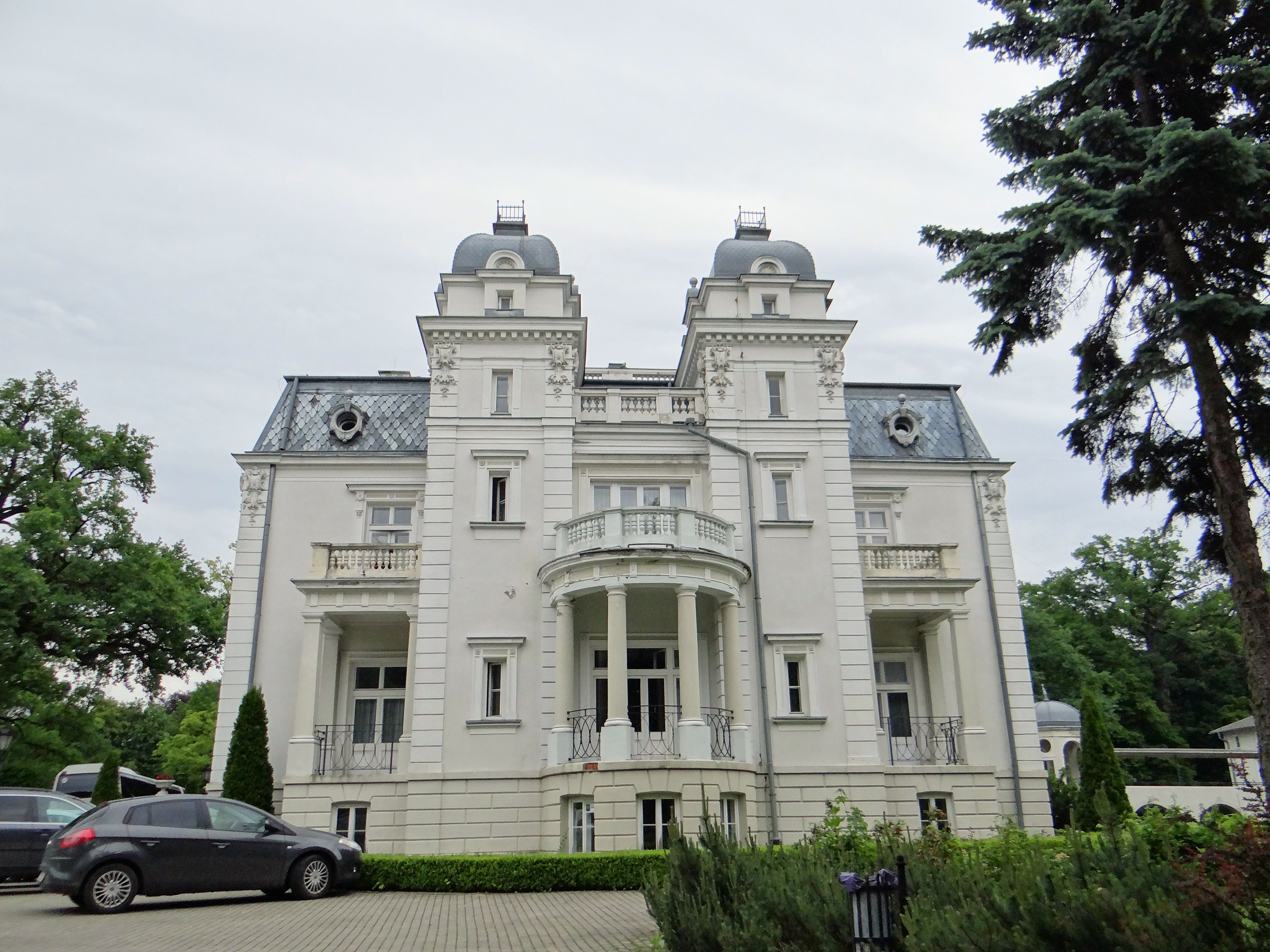
Pałac w Teresinie k. Sochaczewa
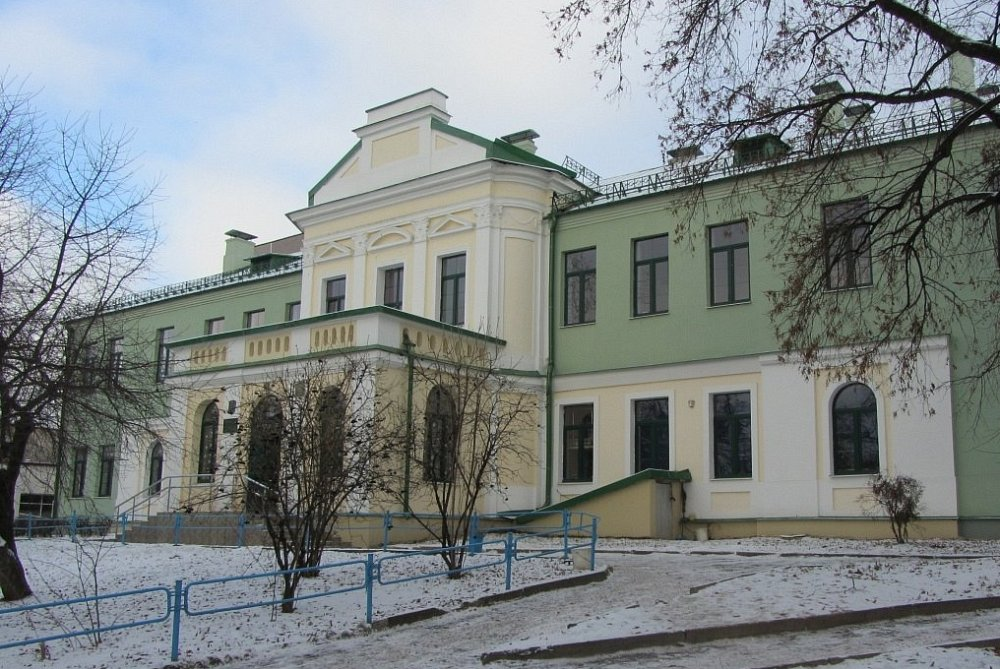
Pałac w Grodnie

Rezydencje Druckich-Lubeckich znajdowały się również w Dłoni, Łuninie i miejscowości Pohost na Białorusi.